# Amerykańskie opowieści Fiewela
Amerykańskie opowieści Fiewela (ang. Fievel's American Tails, 1992) – amerykański serial animowany wyprodukowany przez Amblimation.

## Opis fabuły
Serial opisuje przygody dzielnej małej myszki – Fiewel, który przeżywa niesamowite przygody.

## Bohaterowie
- Fiewel Myszkiewicz – główny bohater serialu. Mała myszka.
- Tanya Myszkiewicz – starsza siostra Fiewela.
- Yasha Myszkiewicz – mała siostrzyczka Fiewela.
- Papa Myszkiewicz – ojciec Fiewela.
- Mama Myszkiewicz – matka Fiewela.

## Obsada
- Phillip Glasser – Fiewel Myszkiewicz
- Dom DeLuise – Tygrys
- Susan Silo – Mama Myszkiewicz
- Lloyd Battista – Papa Myszkiewicz
- Cathy Cavadini –
  - Tanya Myszkiewicz,
  - Yasha Myszkiewicz
- Dan Castellaneta –
  - Chula Tarantula,
  - Pan Schimmel
- Gerrit Graham – Kot R. Waul
- Kenneth Mars – Słodki William
- Hal Rayle – Clint Myszwood
- Arthur Burghardt – Hambone
- Cynthia Ferrer – Panna Kitty
- Patricia Parris – Ciocia Sophie

## Spis odcinków
| N/o            | Polski tytuł TVP2 | Angielski tytuł             |
| -------------- | ----------------- | --------------------------- |
|                |                   |                             |
| SERIA PIERWSZA |                   |                             |
|                |                   |                             |
| 01             |                   | Fievel, the Lonesome Ranger |
|                |                   |                             |
| 02             |                   | Law and Disorder            |
|                |                   |                             |
| 03             |                   | Little Mouse on the Prairie |
|                |                   |                             |
| 04             |                   | The Gift                    |
|                |                   |                             |
| 05             |                   | A Case of the Hiccups       |
|                |                   |                             |
| 06             |                   | The Legend of Mouse Hollow  |
|                |                   |                             |
| 07             |                   | Babysitting Blues           |
|                |                   |                             |
| 08             |                   | The Lost Mother Lode        |
|                |                   |                             |
| 09             |                   | A Mouse Known as Zorrowitz  |
|                |                   |                             |
| 10             |                   | Mail Order Mayhem           |
|                |                   |                             |
| 11             |                   | Aunt Sophie's Visit         |
|                |                   |                             |
| 12             |                   | That's What Friends Are For |
|                |                   |                             |
| 13             |                   | Bell the Cats               |
|                |                   |                             |